# دی‌فنیل‌آلانین
دی‌فنیل‌آلانین (به انگلیسی: Diphenylalanine) با فرمول شیمیایی C۱۵H۱۵NO۲ یک ترکیب شیمیایی است. که جرم مولی آن ۲۴۱٫۱۱ g/mol می‌باشد. شکل ظاهری این ترکیب، جامد است.